# Кароглан, Мислав
Мислав Кароглан (род. 14 апреля 1982, Имотски, Сплитско-Далматинская жупания) — боснийский футболист и тренер. Главный тренер клуба «Шериф».
Играл за молодежную сборную Боснии и Герцеговины.

## Карьера игрока
Профессиональную карьеру Мислав начал в 2001 году в футбольном клубе «Посушье» из Боснии и Герцеговины. В 2003 году перешёл в хорватский «Камен Инград», но уже через год вернулся в Боснию и Герцеговину в клуб «Зриньски» из Мостара. В данном клубе он продержался тоже недолго и в 2005 году перешел в «Хапоэль» Назарет, выступавший в высшей лиге Израиля.
В 2006 году подписал контракт с боснийский «Широки-Бриег», за который отыграл два сезона.
В 2008 году перебрался в словацкую «Жилину», однако и в этом клубе продержался всего год, перейдя в августе 2009 года в хорватскую «Риеку». Но закрепиться в флагмане хорватского футбола не удалось и далее последовала череда аренд. Уже зимой Мислав был отдан в аренду в «Широки-Бриег», за который он уже выступал, после этого присоединился к хорватскому клубу «Имотски», а затем стал игроком сингапурского клуба «Уорриорс».
Именно в «Уорриорс» дела у Кароглана пошли в гору, он перешёл в клуб на постоянной основе, закрепился в стартовом составе и стал звездой данного клуба. В сезоне 2011 года он стал лучшим бомбардиром чемпионата Сингапура и был признан лучшим игроком турнира, а в следующем году выиграл Кубок Сингапура. Суммарно Кароглан провел в данном клубе 79 матчей и забил 61 гол в чемпионате.
В 2014 году вернулся в хорватский «Имотски», за который выступал всего полгода, а в августе 2014 года перешёл в команду «Камен Иванбеговина», выступавшую в третьей лиге Хорватии по футболу. В 2016 году завершил карьеру игрока.

## Тренерская карьера
Кароглан начал тренерскую карьеру в 2016 году в команде «Хорватия Змиявци», выступающей в первой лиге Хорватии, заняв по итогам сезона 9-е место из 16. В 2022 году его назначили исполняющим обязанности тренера в сплитском «Хайдуке» после работы в молодёжной команде клуба
Летом 2023 года Мислав был назначен тренером «Истры 1961», заменив Гонсало Гарсию, который привел клуб к пятому месту в сезоне 2022/23. После провального начала сезона Кароглан был уволен всего после трёх игр.
23 октября 2023 года Кароглан был назначен на постоянную должность главного тренера «Хайдука» вместо Ивана Леко. После серии неудачных результатов, в результате которых клуб лишился шансов на победу в чемпионате, контракт Кароглана с клубом был расторгнут 8 апреля 2024 года.
5 августа 2024 года стал главным тренером тираспольского «Шерифа».